# خریت فان خستل
خریت فان خستل (انگلیسی: Gerrit Van Gestel؛ زادهٔ ۲۰ ژانویهٔ ۱۹۵۸) دوچرخه‌سوار اهل بلژیک است.